# Режим надзвичайного стану в Сальвадорі
Режим надзвичайного стану — це правовий механізм, передбачений Конституцією Республіки Сальвадор, який дозволяє державі тимчасово призупиняти дію деяких конституційних прав у виняткових обставинах. Такий режим дає змогу органам влади впроваджувати особливі заходи у випадках, що суттєво порушують громадський порядок або національну стабільність.
Режим може бути запроваджений у разі стихійних лих, епідемій, політичних чи громадянських конфліктів, що заважають нормальному функціонуванню державних інституцій. Його дія може поширюватися на всю територію країни або на окремі постраждалі регіони з метою відновлення порядку та забезпечення безпеки громадян.

## Передумови
26 березня 2022 року в Сальвадорі було зафіксовано 62 вбивства за добу — найвищий показник за останні три десятиліття. У зв'язку з цим президент Наїб Букеле звернувся до Законодавчих зборів з проханням оголосити режим надзвичайного стану строком на 30 днів. Підґрунтям для запровадження стали різке зростання рівня насильства й необхідність застосування надзвичайних заходів для його протидії.
 «Прошу Законодавчі збори Сальвадору сьогодні ж оголосити режим надзвичайного стану відповідно до статті 29 Конституції Республіки», — заявив президент Букеле.

## Запровадження
27 березня 2022 року Законодавчі збори Сальвадору затвердили запровадження режиму надзвичайного стану відповідно до статті 29 Конституції Республіки.
Ст. 29. — Режим надзвичайного стану: У випадках війни, вторгнення, повстання, заколоту, стихійного лиха, епідемії чи іншої загальної катастрофи, або серйозних порушень громадського порядку, можуть бути призупинені гарантії, встановлені в статтях 5, 6 (перше речення), 7 (перше речення) та 24 цієї Конституції…
Режим надзвичайного стану може запроваджуватись як органом виконавчої, так і законодавчої влади. Його запровадження регулюється Конституцією Сальвадору 1983 року.
 Відповідно до Декрету № 333 Законодавчих зборів:
Ст. 2. — Оголошується режим надзвичайного стану на всій території Республіки у зв'язку з серйозними порушеннями громадського порядку з боку злочинних угруповань, що загрожують життю, миру та безпеці населення.
Станом на 17 грудня 2024 року режим надзвичайного стану було продовжено вже 33-й раз поспіль. За чергове продовження проголосували 57 із 60 депутатів парламенту. За даними уряду, від початку дії режиму було заарештовано понад 83 600 осіб, підозрюваних у зв'язках з бандами.

## Наслідки та результати
До кінця березня 2022 року сили безпеки повідомили про арешт 576 членів злочинних угруповань. Станом на грудень 2024 року загальна кількість затриманих перевищила 83 тисячі, включаючи лідерів банд.
9 грудня 2024 року уряд повідомив, що країна досягла 776 днів без зафіксованих вбивств (не підряд).
Протягом 2024 року в Сальвадорі зареєстровано 114 вбивств (1,9 на 100 000 населення) — на 26 % менше, ніж у 2023 році. За цими показниками країна стала однією з найменш насильницьких у західній півкулі.